# Comitato Olimpico Russo
Il Comitato Olimpico Russo (in russo Олимпийский комитет России?, Olimpijskij komitet Rossii) è un'organizzazione sportiva russa, nata nel 1989 a Mosca.
Rappresenta questa nazione presso il Comitato Olimpico Internazionale (CIO) dal 1993 e ha lo scopo di curare l'organizzazione e il potenziamento dello sport in Russia e, in particolare, la preparazione degli atleti russi, per consentire loro la partecipazione ai Giochi olimpici. Il comitato, inoltre, fa parte dei Comitati Olimpici Europei.
L'attuale presidente dell'organizzazione è Leonid Tjagačev, mentre la carica di segretario generale è occupata da Jurij Jurijev.